# 지미 쿤다사미
지미 쿤다사미(Jimmy Cundasamy, 1977년 7월 14일 ~ )는 모리셔스의 축구 선수이다.